# Dom Esterki w Radomiu
Dom Esterki – zabytkowy budynek znajdujący się w Radomiu, w północnej pierzei Rynku, pod numerem 5.

## Historia

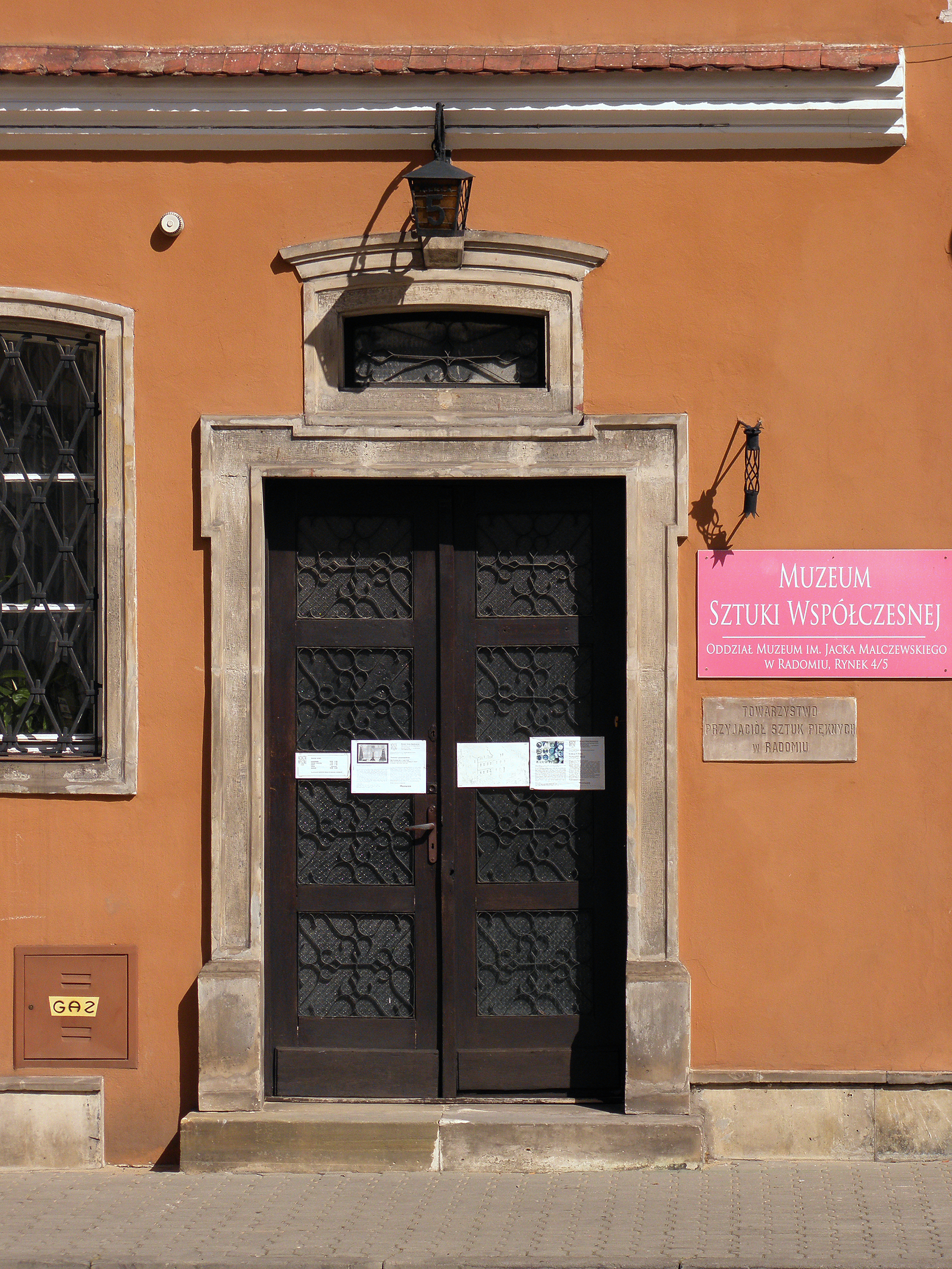
Portal wejściowy.

Pierwszy murowany dom zajmujący parcelę nr 5 przy radomskim Rynku wybudował pod koniec XV w. mieszczanin Ignacy Gaczkowski. Około XVII w. budynek przebudowano w stylu barokowym. Kamienica jako jeden z nielicznych budynków mieszkalnych na obszarze Miasta Kazimierzowskiego przetrwała okres potopu szwedzkiego (z tego samego okresu pochodzi również sąsiadujący z domem Esterki dom Stanisława Gąski). Nazwa zwyczajowa budynku wiąże się legendarną postacią Estery – Żydówki mieszkającej w Radomiu w okresie Potopu. Według podania miała ona odrzucić zaloty niekulturalnego szwedzkiego rajtara z gwardii przybocznej rezydującego w Radomiu Karola Gustawa, czym zasłużyła sobie na pamięć. Innym wytłumaczeniem popularnej obecnie nazwy może być też dziewiętnastowieczna moda na nazywanie starych kamienic w miastach lokowanym przez Kazimierza Wielkiego imieniem Estery. Za tą hipotezą przemawia fakt, że wcześniej określano budynek jako Kamienicę Senatorską, co może wskazywać, że należała ona do jednego z członków obradującego w Radomiu Trybunału Skarbowego Koronnego. Niemniej jednak, w okresie II wojny światowej Niemcy zburzyli dom, nazywany imieniem legendarnej Żydówki. Zrekonstruowany budynek oddano do użytku w 1957 roku. Od tamtego czasu pozostaje siedzibą różnych instytucji kultury, m.in. Muzeum Sztuki Współczesnej, oddziału Muzeum im. Jacka Malczewskiego w Radomiu. W budynku urządzono również wystawę prezentującą początki miasta lokacyjnego w średniowieczu.

## Architektura
Dom Esterki to dwupiętrowy, czteroosiowy budynek nakryty szczytem. Fasada podzielona gzymsami członkującymi.